# Mabel Veloso
Mabel Veloso (Santo Amaro, 14 de fevereiro de 1934) é uma educadora, escritora, compositora e cordelista baiana nascida em Santo Amaro, Bahia. Filha de José Veloso e Claudionor (Dona Canô) Viana Teles Veloso, é mãe da cantora Belô Velloso, irmã da cantora Maria Bethânia e de Caetano Veloso.
Mabel também compõe e muitas de suas músicas já foram gravadas por sua filha, Belô, e por sua irmã, Maria Bethânia. Em 2004 gravou, com Maria Bethânia, o CD "Brincar de Rezar" com as Meninas Cantoras de Petrópolis.

## Obras
- Caetano Veloso. Moderna, 2002.
- Gilberto Gil. Moderna, 2002.
- Irmã Dulce. Callis, 2005.
- Medo do Escuro. Paulinas, 2007.
- O Sal é um Dom : Receitas de Mãe Canô, Nova Fronteira, 2008.
- O trenzinho azul. Paulinas, 1992.
- Ladainha de Nossa Senhora de Santo Amaro - Ladainha de Nossa Senhora do Brasil 2016